# Louis Aimar
Louis Aimar (Saluzzo, 5 januari 1911 – Aubagne, 14 september 2005) was een Italiaans-Frans wielrenner.

## Biografie
Aimar werd in Italië geboren, en werd in 1933 genaturaliseerd tot Fransman. Hij was profwielrenner van 1931 tot 1946. Zijn grootste prestaties in zijn wielercarrière waren zijn beide overwinningen in de Grand Prix des Nations in 1938 en 1941.
Als baanwielrenner werd hij in de nadagen van zijn carrière nog tweemaal Frans kampioen op de achtervolging.
Hij overleed op 94-jarige leeftijd.

## Belangrijkste resultaten
1931
- 1e - Marseille-Toulon-Marseille

1932
- 1e - Toulon-Parijs

1933
- 1e - Critérium du Var
- 1e - Nice-Annot-Nice

1934
- 1e - Circuit du Mont-Blanc
- 1e - Critérium du Var
- 1e - GP Nice
- 2e - GP de Cannes

1936
- 1e - Toulon-Aubagne-Toulon

1938
- 1e - etappe 10 Ronde van Marokko
- 1e - etappe 6 Tour du Sud-Est
- 1e - GP des Nations
- 2e - eindklassement Ronde van Marokko
- 2e - eindklassement Tour du Sud-Est

1941
- 1e - Nationaal Kampioenschap op de baan, achtervolging, elite
- 1e - GP des Nations

1942
- 1e - Nationaal Kampioenschap op de baan, achtervolging, elite (met Jules Rossi)